# James Boe
James Boe (5 tháng 1 năm 1891 – 1973) là một cầu thủ bóng đá người Anh thi đấu ở vị trí thủ môn cho Sunderland.